# Eternal Sphere
Eternal Sphere è un EP del gruppo australiano Beaches pubblicato il 1 dicembre del 2010 dall'etichetta discografica Mexican Summer.

## Il disco
Il disco è la loro prima pubblicazione americana ed è una edizione limitata contenente due brani (In A While e Halve) presi, invece, dalla loro pubblicazione australiana, Beaches 7", una remastered di Eternal Sphere e una jam, New Knowledge.

## Tracce
1. In A While – 4:29
2. Halve – 3:02
3. Eternal Sphere – 5:56
4. New Knowledge – 6:11

## Formazione
- Antonia Sellbach - chitarra elettrica, voce
- Alison Bolger - chitarra elettrica, voce
- Ali McCann - chitarra elettrica, voce
- Gill Tucker - basso elettrico, voce
- Karla Way - batteria